# Tears (X JAPANの曲)
「Tears」（ティアーズ）は、ロックバンド、X JAPANが1993年11月10日にリリースした9作目のシングルである。
オリコンチャートでは「WEEK END」以来となる最高位タイの2位を記録。次作「Rusty Nail」で初のシングル・チャート1位を達成するが、売り上げでは本作がバンド最大のヒット作である。

## 解説
グループ名改名後の第1弾シングル。1992年に第43回NHK紅白歌合戦のテーマ・ソングとしてYOSHIKIが書き下ろした「Tears ～大地を濡らして～」が基になっているため、「Tears ～X JAPAN Version～」と表記されることが多かった。HIDEがYOSHIKIにX JAPANの曲としてレコーディングをするよう進言したという逸話がある。また、HIDEが最も愛した曲だったといわれ、X JAPANにとっては特別なバラードだという。YOSHIKIはこの曲が亡き父親に対して「いつか、僕は貴方よりも歳をとるだろう」と想って書いた曲であると明かしている。作詞でクレジットされている白鳥瞳とは、YOSHIKIのペンネームである。そして此の曲の歌詞には白鳥瞳(YOSHIKI)の芸術観が見せられていると言われている。
本作収録のオリジナル・バージョンはアウトロのフェードアウトが非常に長く作られている。コンピレーション・アルバム『BALLAD COLLECTION』に収録されたものはアウトロを大幅に削っており、演奏時間は7分12秒にまで短くなっている。なお、TOSHIは「Tears」を最も好きな曲の一つに挙げている。X JAPANの再結成前にYOSHIKIがToshlとカラオケに行った際には、この曲をTOSHIにリクエストしたと言われている。また、元首相の小泉純一郎はX JAPANでこの曲をもっとも好んでおり、選挙テーマソングに起用する予定だったが却下された経緯がある。再結成後はYOSHIKIの年齢が故人である父親を追い越したため、アウトロのモノローグが一部変更されている。
TBS系ドラマ『憎しみに微笑んで』主題歌として起用されていた。2004年には、韓国映画『僕の彼女を紹介します』の挿入歌として、日本文化解禁後の韓国映画において初の日本語楽曲使用となり話題になった。
現在、YOSHIKIのMySpaceにおいて「Tears Unreleased ver」が公開されている。カップリングはYOSHIKIのクラシック・アルバム『Eternal Melody』にも収録されているオーケストラ・バージョン。
日本国外から日本音楽著作権協会 (JASRAC) に払われる国内作品の著作権使用料分配額では2017年度に年間6位、2018年度に年間4位、2019年度に年間8位に入った。

## カバー
韓国のバンドMC THE MAXが2002年にリリースしたアルバム『M.C The Max!』において「少しの間だけさよなら」（잠시만 안녕）のタイトルでカバーしているほか、韓国のロック・バンドTRAXが2004年にリリースしたYOSHIKIプロデュースのシングル「Scorpio」においてカバー・バージョンを収録している。日本のアーティストではNoaが2015年にリリースしたアルバム『愛がなければ』でカバーしている。

## 収録曲
| 全編曲: X（特記を除く）。 |                                                        |                  |           |       |
| #                         | タイトル                                               | 作詞             | 作曲      | 時間  |
| 1.                        | 「Tears (X JAPAN Version)」                            | 白鳥瞳 & YOSHIKI | YOSHIKI   | 10:28 |
| 2.                        | 「Tears (Classic Version)」(編曲:ジョージ・マーティン) |                  | YOSHIKI   | 5:02  |
| 合計時間:                 | 合計時間:                                              | 合計時間:        | 合計時間: | 15:30 |

## パーソネル
| - 共同プロデューサー：          | X JAPAN                                              |
| - ストリングス・アレンジ&指揮： | ディック・マークス                                   |
| - ストリングス：                | Y&Dオーケストラ                                      |
| - レコーディング・エンジニア：  | ロブ・ジェイコブス、リッチ・ブリーン、マイク・ギンク |
| - アシスタント・エンジニア：    | マイク・ストック、タール・ミラー                     |
| - ミキシング・エンジニア：      | マイク・シプリー                                     |
| - マスタリング・エンジニア：    | スティーブン・マーカソン（プレシジョン・スタジオ）   |

## 収録アルバム
#1
- 『DAHLIA』（スタジオアルバム、#7、アルバムバージョン）
- 『BALLAD COLLECTION』（ベストアルバム、#8、ショートバージョン）
- 『Singles 〜Atlantic Years〜』（ベストアルバム、#1）
- 『PERFECT BEST』（ベストアルバム、Disc1-#7）
- 『X JAPAN BEST 〜FAN'S SELECTION〜』（ベストアルバム、#5）
- 『WE ARE X オリジナル・サウンドトラック』（サウンドトラック、#9、ショートバージョン）

#2
- 『Singles 〜Atlantic Years〜』（ベストアルバム、#2）
- 『Eternal Melody』（スタジオアルバム、#12）
- 『YOSHIKI CLASSICAL』（スタジオアルバム、#5（北米盤）、#4（インターナショナル盤）、#3（Yoshiki Melodies Classics -Japanese Edition-））